# Gísela López
Gisela Karina López Rivas (Santa Cruz de la Sierra, Bolivia; 1968) es una periodista, activista y política boliviana. Fue Ministra de comunicación de Bolivia del 23 de enero de 2017 al 23 de enero de 2019, durante el tercer gobierno del presidente Evo Morales Ayma. Fue también Viceministra de Autonomías Departamentales y Municipales de Bolivia del 18 de junio de 2013 al 2 de febrero de 2015.

## Biografía
Comenzó sus estudios escolares en 1974 y salió bachiller en 1985 en su ciudad natal. 
En 1986 ingresó a estudiar la carrera de comunicación social. Se graduó como periodista de profesión en 1991.
Durante 10 años, López se dedicó a la prensa escrita. En 2004 recibió el Premio Nacional de Periodismo. La Universidad Evangélica Boliviana también le otorgó un premio.  
Gisela también incursionó en la televisión y radio, con un periodismo crítico e investigativo.

### Viceministra de Autonomías Departamentales y Municipales (2013-2015)
El 18 de junio de 2013 la ministra de Autonomías Claudia Peña posesionó a Gisela López como la nueva viceministra de Autonomías Departamentales y Municipales. Ocupó el cargo hasta el 2 de febrero de 2015, reemplazada por Emilio Rodas.

### Ministra de comunicación de Bolivia (2017-2019)
El 23 de enero de 2017 el presidente Evo Morales Ayma la posesionó en el cargo de ministra de Comunicación de Bolivia, en reemplazo de Marianela Paco.
Gisela López permaneció al mando del ministerio por 2 años. Dejó el cargo a Manuel Canelas el 23 de enero de 2019. 

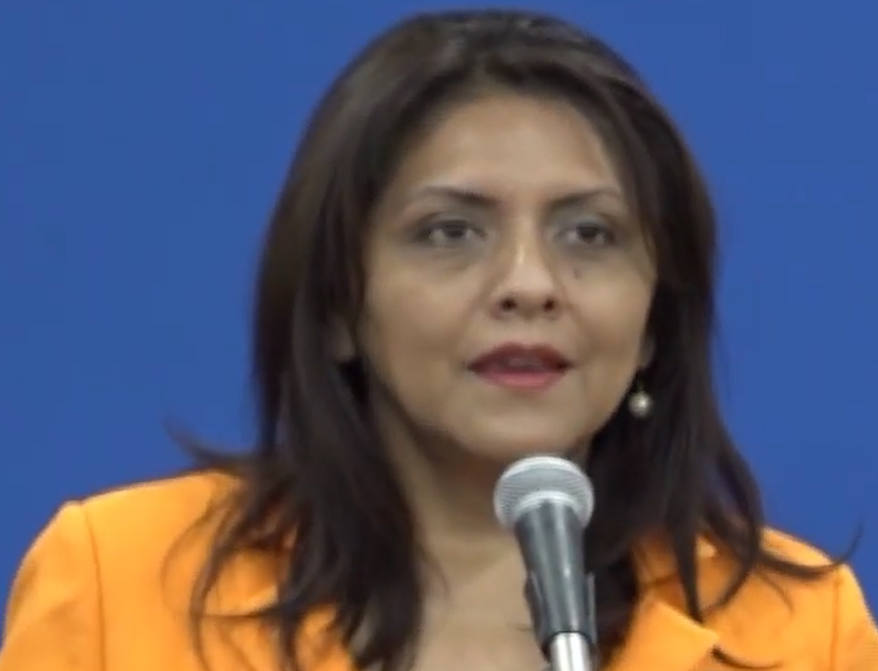
Gísela López en mayo de 2019